# Mesoleptus pontresinensis
Mesoleptus pontresinensis là một loài tò vò trong họ Ichneumonidae.